# Lijst van voetbalinterlands Rusland - Wales
Deze lijst van voetbalinterlands is een overzicht van alle officiële voetbalwedstrijden tussen de nationale teams van Rusland en Wales. De landen speelden tot op heden vijf keer tegen elkaar. De eerste ontmoeting, een kwalificatiewedstrijd (play-offs) voor het Europees kampioenschap voetbal 2004, werd gespeeld in Moskou op 15 november 2003. Het laatste duel, een groepswedstrijd tijdens het Europees kampioenschap voetbal 2016, vond plaats op 20 juni 2016 in Toulouse (Frankrijk).

## Wedstrijden
| № | Plaats   | Datum             | Competitie           | Wedstrijd       | Uitslag |
| - | -------- | ----------------- | -------------------- | --------------- | ------- |
| 1 | Moskou   | 15 november 2003  | EK 2004 kwalificatie | Rusland – Wales | 0 – 0   |
| 2 | Cardiff  | 19 november 2003  | EK 2004 kwalificatie | Wales – Rusland | 0 – 1   |
| 3 | Moskou   | 10 september 2008 | WK 2010 kwalificatie | Rusland – Wales | 2 – 1   |
| 4 | Cardiff  | 9 september 2009  | WK 2010 kwalificatie | Wales – Rusland | 1 – 3   |
| 5 | Toulouse | 20 juni 2016      | EK 2016              | Rusland – Wales | 0 – 3   |

## Samenvatting
| Competitie      | Totaal gespeeld | Winst Rusland | Gelijk | Winst Wales | Doelsaldo Rusland – Wales |
| --------------- | --------------- | ------------- | ------ | ----------- | ------------------------- |
| WK-kwalificatie | 2               | 2             | 0      | 0           | 5 − 2                     |
| EK-eindronde    | 1               | 0             | 0      | 1           | 0 − 3                     |
| EK-kwalificatie | 2               | 1             | 1      | 0           | 1 − 0                     |
| Totaal          | 5               | 3             | 1      | 1           | 6 − 5                     |

## Details

### Eerste ontmoeting
| Play-offs EK 2004 kwalificatie (Moskou, Rusland, 15 november 2003): |              | |
| Rusland | 0 – 0        | Wales |
| | goals        | |
| Georgiy Yartsev | bondscoach   | Mark Hughes |
| Sergej Ovtsjinnikov Vadim Yevseev Dmitriy Sennikov Aleksey Smertin 59' Dmitri Alenitsjev Sergej Ignasjevitsj Viktor Onopko Dmitriy Loskov Dmitri Boelykin Aleksandr Mostovoj Dmitri Sytsjov 46' | opstellingen | Paul Jones Mark Delaney Darren Barnard Andy Melville Danny Gabbidon Andy Johnson Robbie Savage Jason Koumas 83' John Hartson Gary Speed Ryan Giggs |
| Marat Izmaylov 46' Rolan Gusev 59' | wissels      | 83' Nathan Blake |
| Sergej Ovtsjinnikov 45' Aleksandr Mostovoj 69' | gele kaarten | 41' Mark Delaney 64' Jason Koumas 69' Robbie Savage 69' Gary Speed                                                                                 |

### Tweede ontmoeting
| Play-offs EK 2004 kwalificatie (Cardiff, Wales, 19 november 2003):                                                                                     |              | |
| Wales | 0 – 1        | Rusland |
| | goals        | 22' Vadim Yevseyev |
| Mark Hughes | bondscoach   | Georgiy Yartsev |
| Paul Jones Mark Delaney Darren Barnard Andy Melville Danny Gabbidon Andy Johnson 58' Robbie Savage Jason Koumas 73' John Hartson Gary Speed Ryan Giggs | opstellingen | Vjatsjeslav Malafejev Vadim Yevseev Dmitriy Sennikov Aleksey Smertin Dmitri Alenitsjev Sergej Ignasjevitsj Viktor Onopko Rolan Gusev 59' Yegor Titov Dmitri Boelykin Marat Izmaylov |
| Robert Earnshaw 58' Nathan Blake 73' | wissels      | 59' Vladislav Radimov |
| Robbie Savage 57' Darren Barnard 65' | gele kaarten | 60' Dmitri Alenitsjev 74' Dmitri Boelykin 90' Vladislav Radimov |
| - Debuut van Vjatsjeslav Malafejev voor Rusland. |              | |

### Derde ontmoeting
| WK 2010 kwalificatie (Moskou, Rusland, 10 september 2008): |              | |
| Rusland | 2 – 1        | Wales |
| Roman Pavljoetsjenko 22' (pen.) Pavel Pogrebnjak 81' | goals        | 67' Joe Ledley |
| Guus Hiddink | bondscoach   | John Toshack |
| Igor Akinfejev Aleksandr Anjoekov Sergej Ignasjevitsj Denis Kolodin Joeri Zjirkov Dmitri Torbinski 59' Igor Semsjov Sergej Semak 74' Konstantin Zyrjanov Andrej Arsjavin Roman Pavljoetsjenko 90+4' | opstellingen | Wayne Hennessey Chris Gunter Gareth Bale Carl Fletcher Craig Morgan Ashley Williams Simon Davies 46' Carl Robinson 61' Sam Vokes 76' David Edwards Joe Ledley |
| Ivan Sayenko 59' Pavel Pogrebnjak 74' Vladimir Bystrov 90+4' | wissels      | 46' Sam Ricketts 61' Ched Evans 76' Steve Evans |
| | gele kaarten | 21' Carl Robinson 46' Ashley Williams 73' David Edwards 77' Sam Ricketts                                                                                      |

### Vierde ontmoeting
| WK 2010 kwalificatie (Cardiff, Wales, 9 september 2009):                                                                                                   |              | |
| Wales | 1 – 3        | Rusland |
| James Collins 54' | goals        | 36' Igor Semsjov 72' Sergej Ignasjevitsj 90' Roman Pavljoetsjenko |
| John Toshack | bondscoach   | Guus Hiddink |
| Wayne Hennessey Sam Ricketts Chris Gunter Danny Gabbidon 74' James Collins Ashley Williams Brian Stock Craig Bellamy Aaron Ramsey David Edwards Joe Ledley | opstellingen | Igor Akinfejev Aleksandr Anjoekov Vasili Berezoetski Sergej Ignasjevitsj Renat Yanbayev Vladimir Bystrov Sergej Semak 71' Igor Semsjov Konstantin Zyrjanov Andrej Arsjavin 84' Aleksandr Kerzjakov |
| Sam Vokes 74' | wissels      | 71' Roman Pavljoetsjenko 84' Aleksej Rebko |
| Sam Ricketts 90' | gele kaarten | 56' Aleksandr Anjoekov |
| - Debuut van Brian Stock (Doncaster Rovers) voor Wales. |              | |

### Vijfde ontmoeting
| EK 2016 (Toulouse, Frankrijk, 20 juni 2016): |              | |
| Rusland | 0 – 3        | Wales |
| | goals        | 11' Aaron Ramsey 20' Neil Taylor 67' Gareth Bale |
| Leonid Sloetski | bondscoach   | Chris Coleman |
| Igor Akinfejev Vasili Berezoetski 46' Sergej Ignasjevitsj Igor Smolnikov Dmitri Kombarov Roman Sjirokov 52' Pavel Mamajev Denis Gloesjakov Fjodor Smolov 70' Aleksandr Kokorin Artjom Dzjoeba | opstellingen | Wayne Hennessey Chris Gunter Neil Taylor Ashley Williams Ben Davies James Chester 83' Gareth Bale 76' Joe Ledley 74' Joe Allen Aaron Ramsey Sam Vokes |
| Aleksej Berezoetski 46' Aleksandr Golovin 52' Aleksandr Samedov 70' | wissels      | 74' David Edwards 76' Andy King 83' Simon Church |
| Pavel Mamajev 65' | gele kaarten | 17' Sam Vokes |